# Étienne Polverel
Étienne Polverel (Bearne, 1740 - París, 1795) fue un abogado en Bayona que ingresó a la masonería en 1771 en la logia L’Amitié de Burdeos.
En 1784 redactó Memoire á consulter et consultatión sur la Franc-Alleu du Royaume du Navarre, que le concedió gran prestigio, hasta el punto que le fue otorgada nobleza de Navarra, para él y sus descendientes el 11 de mayo de 1785, siendo un caso excepcional ya que no era natural del reino. Fue nombrado síndico de los Estados Generales de Navarra en Saint-Palais en 1789.
Cuando el rey Luis V de Navarra, XVI de Francia, convocó Estados Generales de Francia, los Estados Generales de Navarra rehusaron participar en las mismas ya que se consideraban un reino distinto al de Francia: «La nación francesa puede llegar a darse una constitución bastante prudente o juiciosa para que Navarra piense un día renunciar a lo suyo y unirse a Francia, pero mientras ese día llega, no hará sacrificio de su propia constitución que asegura su reposo y su libertad».
Polverel formó parte, como jurista, de la diputación que Navarra envió a Versalles. La comisión no quiso participar en las sesiones de la Asamblea Nacional al considerar que no tenía mandato suficiente. Tras los decretos de la Asamblea Nacional de la abolición de los derechos regionales de 4 de agosto de 1788 y de supresión del título de Rey de Francia y de Navarra el 8 de octubre, Polverel remitió una carta a la Asamblea Nacional en contra de la decisión al alegar que, por su constitución, solo Navarra podía decidir quién era su rey.

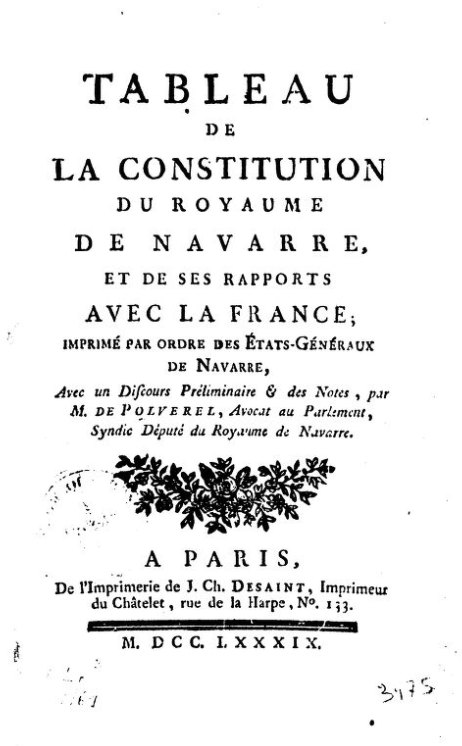
Tableau de la Constitution du Royaume de Navarre, alegato defendido por Polverel ante los Estados Generales de Paris (1789)

En ese momento redactó la Exposición de la Constitución del Reino de Navarra y de sus relaciones con Francia ( Tableau de la Constitution du Royaume du Navarre et de ses Rapport avec la France), que los Estados Generales de Navarra publican, seis mil ejemplares, para su distribución. Defiende en la misma la necesidad de que sean los Estados Generales de Navarra quien decidan, en libertad, su unión con Francia ya que: «la unión no puede hacerse de otra forma que por tratado entre poderes independientes y con iguales atribuciones».
Nada pudio evitar que las autoridades revolucionarias abolieran el reino: El 11 de noviembre de 1789 Francia es dividida en departamentos y el 12 de enero de 1790 se crea el de Bajos Pirineos donde Navarra queda difuminada.
Polverel permanece en París, en 1790 ingresa en el Club Jacobino, accede a ser comisario de la Convención. Junto a Sonthonax encabeza el movimiento de abolición de la esclavitud. En 1792 la Convención aprobó la ley que declaraba la igualdad entre blancos y negros libres.
Polverel y Sonthonax son enviados a Santo Domingo en 1792 para hacer cumplir las leyes de la Convención. Los comisionados imponen la igualdad a través del uso de la fuerza y disuelven las asambleas coloniales, compuestas exclusivamente por blancos. Los colonos se rebelaron y se aliaron con Inglaterra y España que, tras la ejecución de Luis XVI, habían declarado la guerra a Francia. Ingleses  y españoles ocupan en unos meses la mayor parte de la colonia. El 21 de junio, Sonthonax y Polverel prometen la libertad a todos los esclavos que lucharan por la República Francesa y la situación se invierte.
Polverel proclamó 26 de agosto 1793 la emancipación de los esclavos y en la provincia de Norte, Sonthonax decretó la abolición general, 29 de agosto de 1793. Sus decretos son llevados a París por tres hombres: uno blanco, otro mulato y otro negro. El 4 de febrero 1794, la Convención, entusiasta, votó la abolición de la esclavitud en las colonias francesas. Sin embargo no será hasta mayo de 1794 que Toussaint Louverture y sus tropas, que luchaban junto a los españoles, cambiarán de bando consiguiendo la expulsión de estos en unos meses.
Los partidarios de los colonos en París aprovecharon la situación militar desastrosa para argumentar en contra de la arbitrariedad de los comisionados civiles en Santo Domingo. Robespierre no estaba a favor de la abolición, Polverel y Sonthonax fueron acusados. Los dos comisionados tuvieron que salir de la isla 14 de junio 1794. Desembarcaron en El Havre dos días después de la ejecución de Robespierre, lo que les salvó de la guillotina.
Polverel había enfermado en Santo Domingo. No vio el final de su juicio (que ganó Sonthonax) y murió en París el 6 de abril 1795.
- Datos: Q3296729
- Multimedia: Étienne Polverel / Q3296729